# Vincent D'Onofrio
Vincent Phillip D'Onofrio (New York, 30 giugno 1959) è un attore, regista e produttore cinematografico statunitense.

## Biografia

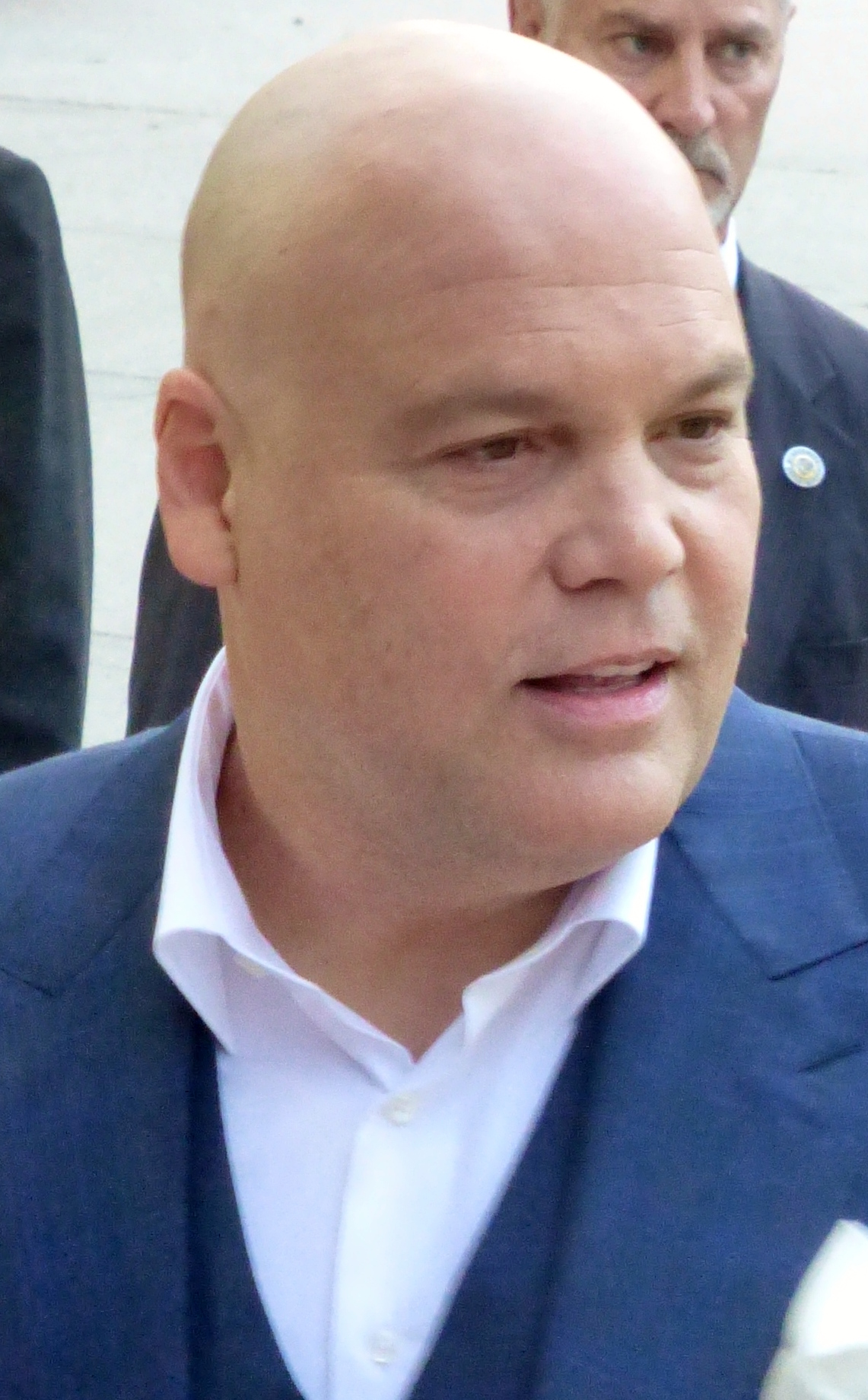
Vincent D'onofrio alla prima di The Judge (2014)

Figlio di Gennaro D'Onofrio, un pilota statunitense figlio di immigrati italiani, e di Phyllis Meyer, una cameriera statunitense, Vincent D'Onofrio trascorre la sua infanzia tra le Hawaii, la Florida, e il Colorado. I suoi genitori divorziarono quando era giovane. Inizia a studiare recitazione presso il "Teatro americano Stanislavskij", e in seguito presso l'Actors Studio di New York. Inizia la sua carriera lavorando in teatro e per mantenersi, grazie alla sua prestanza fisica (è alto 193 cm), lavora come buttafuori.
Nel 1987, dopo alcuni lavori in produzioni televisive come la partecipazione a un episodio di Miami Vice, arriva la sua occasione: viene scelto da Stanley Kubrick per interpretare Leonard "Palla di lardo" Lawrence in Full Metal Jacket. Il ruolo del fragile soldato permette a D'Onofrio di mettere in mostra quanto appreso durante gli anni di studi di recitazione: applicando il metodo Stanislavskij, ingrassa di 35 chili e dà vita a un'interpretazione che è rimasta nella storia del cinema.
Sempre nel 1987 viene diretto da Chris Columbus in Tutto quella notte e inizia una carriera che negli anni successivi lo porta a partecipare a molti film, sia in parti di rilievo sia secondarie, tra cui Scelta d'amore - La storia di Hilary e Victor, JFK - Un caso ancora aperto, I protagonisti di Robert Altman, Ed Wood di Tim Burton, in cui impersona Orson Welles, Men in Black, Il tredicesimo piano e The Cell - La cellula. Verso la fine degli anni novanta produce alcuni film tra cui Amore a doppio senso, del quale è produttore esecutivo e interprete nei panni di un pornodivo. In seguito lavora in campo televisivo: dal 2001 al 2011 ha interpretato il detective Robert Goren nella serie TV Law & Order: Criminal Intent. Nel 2004 l'attore viene colpito da un collasso, dovuto a un esaurimento psicofisico, sul set di Criminal Intent.
Nel 2005 dirige il cortometraggio Five Minutes, Mr Welles, presentato alla 62ª Mostra internazionale d'arte cinematografica di Venezia; nel 2006 recita nella commedia Ti odio, ti lascio, ti... con Jennifer Aniston e Vince Vaughn. D'Onofrio interpreta il villain Wilson Fisk, alias il Kingpin, nella serie televisiva Daredevil del 2015, ruolo che ricopre fino al 2018. Sempre nel 2015 interpreta Vic Hoskins in Jurassic World, quarto capitolo della saga di Jurassic Park, e sempre nel 2021 partecipa al film The Unforgivable affiancando Sandra Bullock e Viola Davis. 
Dal 2021 riprende il ruolo di Kingpin nelle miniserie televisive Hawkeye, Echo del 2024 e Daredevil - Rinascita del 2025.

## Vita privata

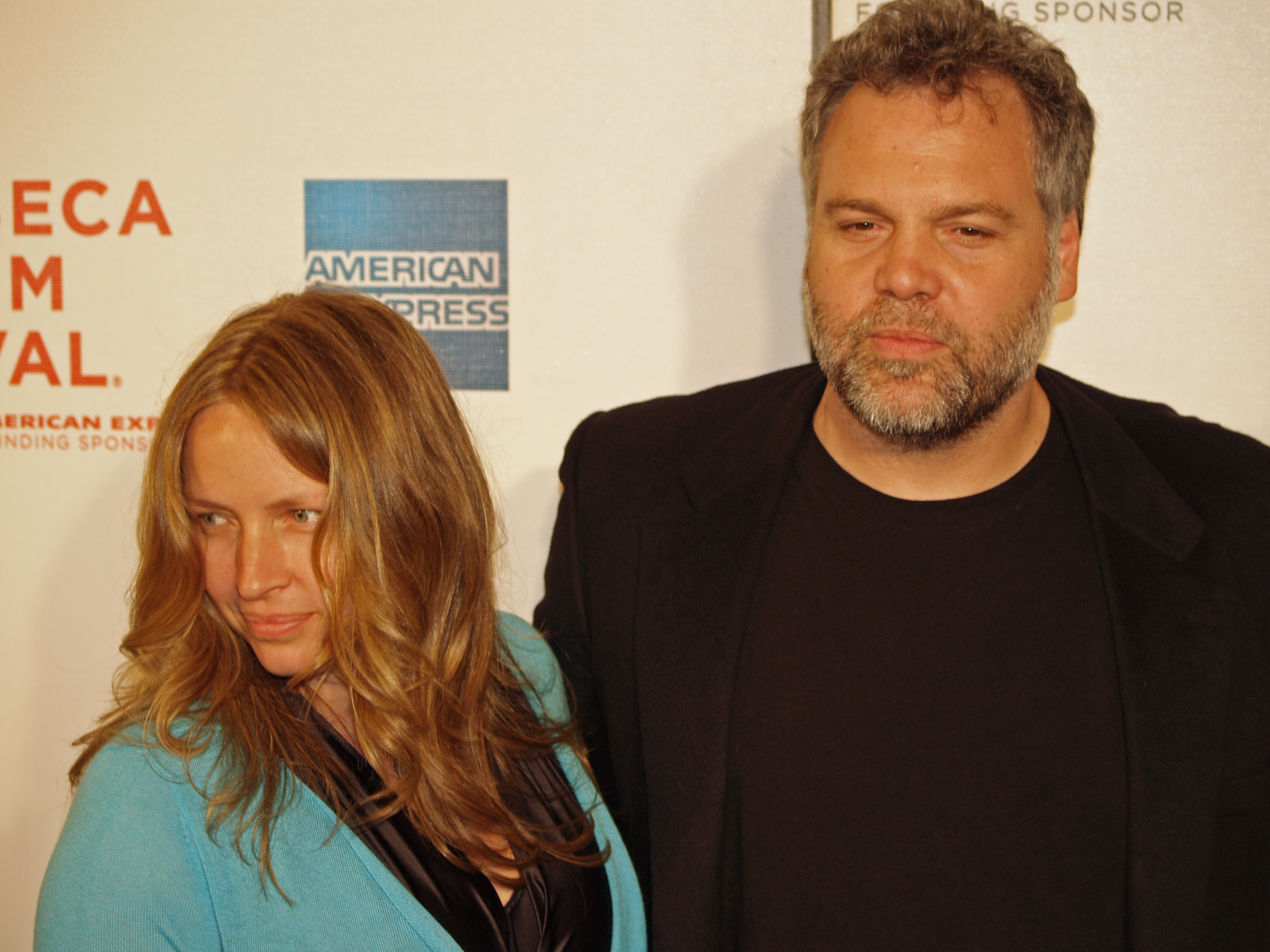
Vincent D'Onofrio con la moglie Carin van der Donk al Tribeca Film Festival 2008

Dalla relazione con l'attrice Greta Scacchi, nel 1992 ha avuto una figlia, Leila George, che ha poi sposato Sean Penn. Dal 1997 è sposato con la modella Carin van der Donk, dalla quale ha avuto due figli.

## Filmografia

### Attore

#### Cinema
- The First Turn-On!, regia di Lloyd Kaufman e Michael Herz (1983)
- Full Metal Jacket, regia di Stanley Kubrick (1987)
- Tutto quella notte (Adventures in Babysitting), regia di Chris Columbus (1987)
- Mystic Pizza, regia di Donald Petrie (1988)
- Signs of Life, regia di John David Coles (1989)
- Giochi di morte (The Blood of Heroes), regia di David Webb Peoples (1989)
- Tango nudo (Naked Tango), regia di Leonard Schrader (1991)
- Cuori incrociati (Crooked Hearts), regia di Michael Bortman (1991)
- Scelta d'amore - La storia di Hilary e Victor (Dying Young), regia di Joel Schumacher (1991)
- JFK - Un caso ancora aperto (JFK), regia di Oliver Stone (1991)
- I protagonisti (The Player), regia di Robert Altman (1992)
- Il sale sulla pelle (Salt on Our Skin), regia di Andrew Birkin (1992)
- Verso il paradiso (Household saints), regia di Nancy Savoca (1993)
- Mister Wonderful, regia di Anthony Minghella (1993)
- Le cinque vite di Hector (Being Human), regia di Bill Forsyth (1993)
- Ed Wood, regia di Tim Burton (1994)
- Crimini immaginari (Imaginary Crimes), regia di Anthony Drazan (1994)
- Stuart Saves His Family, regia di Harold Ramis (1995)
- Strange Days, regia di Kathryn Bigelow (1995)
- Il mondo intero (The Whole Wide World), regia di Dan Ireland (1996)
- Guy - Gli occhi addosso (Guy), regia di Michael Lindsay-Hogg (1996)
- Il vincitore (The Winner), regia di Alex Cox (1996)
- Due mariti per un matrimonio (Feeling Minnesota), regia di Steven Baigelman (1996)
- Good Luck - Buona fortuna (Good Luck), regia di Richard LaBrie (1996)
- Boys Life 2, regia di Mark Christopher e Tom De Cerchio (1997)
- Men in Black, regia di Barry Sonnenfeld (1997)
- Il colpo della metropolitana (The Taking of Pelham One Two Three), regia di Félix Enríquez Alcalá (1998)
- Newton Boys (The Newton Boys), regia di Richard Linklater (1998)
- Claire Dolan, regia di Lodge Kerrigan (1998)
- Amore a doppio senso (The Velocity of Gary), regia di Dan Ireland (1998)
- Il tredicesimo piano (The Thirteenth Floor), regia di Josef Rusnak (1999)
- Happy Accidents, regia di Brad Anderson (2000)
- Steal This Movie, regia di Robert Greenwald (2000)
- Spanish Judges, regia di Oz Scott (2000)
- The Cell - La cellula (The Cell), regia di Tarsem Singh (2000)
- Chelsea Walls, regia di Ethan Hawke (2001)
- Impostor, regia di Gary Fleder (2002)
- Bark!, regia di Kasia Adamik (2002)
- The Dangerous Lives of Altar Boys, regia di Peter Care (2002)
- Salton Sea - Incubi e menzogne (Salton Sea), regia di D.J. Caruso (2002)
- Thumbsucker - Il succhiapollice (Thumbsucker), regia di Mike Mills (2005)
- Ti odio, ti lascio, ti... (The Break-Up), regia di Peyton Reed (2006)
- The Narrows, regia di François Velle (2008)
- Cadillac Records, regia di Darnell Martin (2009) - non accreditato
- Brooklyn's Finest, regia di Antoine Fuqua (2009)
- Staten Island, regia di James DeMonaco (2009)
- Bulletproof Man (Kill the Irishman), regia di Jonathan Hensleigh (2011)
- Sinister, regia di Scott Derrickson (2012)
- Chained, regia di Jennifer Lynch (2012)
- Fire with Fire, regia di David Barrett (2012)
- Charlie Countryman deve morire (Charlie Countryman), regia di Fredrik Bond (2013)
- Pawn Shop Chronicles, regia di Wayne Kramer (2013)
- Escape Plan - Fuga dall'inferno (Escape Plan), regia di Mikael Håfström (2013)
- Mall, regia di Joe Hahn (2014)
- The Judge, regia di David Dobkin (2014)
- Run All Night - Una notte per sopravvivere (Run All Night), regia di Jaume Collet-Serra (2015)
- Ombre dal passato (Broken Horses), regia di Vidhu Vinod Chopra (2015)
- Jurassic World, regia di Colin Trevorrow (2015)
- Pelé, regia di Jeff Zimbalist e Michael Zimbalist (2016)
- In Dubious Battle - Il coraggio degli ultimi (In Dubious Battle), regia di James Franco (2016)
- I magnifici 7 (The Magnificent Seven), regia di Antoine Fuqua (2016)
- The Ring 3 (Rings), regia di F. Javier Gutiérrez (2017)
- CHiPs, regia di Dax Shepard (2017)
- El Camino Christmas, regia di David E. Talbert (2017)
- Il giustiziere della notte - Death Wish (Death Wish), regia di Eli Roth (2018)
- The Kid, regia di Vincent D'Onofrio (2019)
- Gli occhi di Tammy Faye (The Eyes of Tammy Faye), regia di Michael Showalter (2021)
- The Unforgivable, regia di Nora Fingscheidt (2021)
- Dumb Money, regia di Craig Gillespie (2023)
- Wildcat, regia di Ethan Hawke (2023)
- Lift, regia di F. Gary Gray (2024)
- Una scomoda circostanza (Caught Stealing), regia di Darren Aronofsky (2025)

#### Televisione
- Miami Vice - serie TV, episodio 3x17 (1988)
- Homicide (Homicide: Life on the Street) - serie TV, episodio 6x07 (1997)
- Law & Order: Criminal Intent - serie TV, 141 episodi (2001-2011)
- Sherlock - Film TV (2002)
- Daredevil - serie TV, 27 episodi (2015-2018)
- Emerald City - serie TV, 10 episodi (2017)
- Ghost Wars - serie TV, 8 episodi (2017-2018)
- Godfather of Harlem – serie TV, 30 episodi (2019 - in corso)
- Interrogation - serie TV, 4 episodi (2020)
- Ratched - serie TV, 5 episodi (2020)
- Hawkeye - miniserie TV, 3 episodi (2021)
- Echo - miniserie TV, 4 episodi (2024)
- Daredevil - Rinascita (Daredevil: Born Again) - serie TV (2025)

#### Cortometraggi
- Nunzio's Second Cousin, regia di Tom De Cerchio (1994)
- Hotel Paradise, regia di Nicolas Roeg (1995)

### Sceneggiatore
- Don't Go in the Woods, regia di Vincent D'Onofrio (2010)
- Mall, regia di Joe Hahn (2014)

### Regista
- Don't Go in the Woods (2010)
- The Kid (2019)

### Doppiatore
- BoJack Horseman - serie animata, episodio 4x01 (2017)
- Il vostro amichevole Spider-Man di quartiere (Your Friendly Neighborhood Spider-Man) - serie animata (2025)

## Riconoscimenti
- Premio Emmy
  - 1998 – Candidatura al miglior attore ospite in una serie drammatica per Homicide

- MTV Movie Award
  - 2001 – Candidatura al miglior cattivo per The Cell - La cellula

- Teen Choice Awards
  - 2015 – Candidatura come miglior cattivo per Jurassic World

## Doppiatori italiani
Nelle versioni in italiano delle opere in cui ha recitato, Vincent D'Onofrio è stato doppiato da:
- Luca Ward in Giochi di morte, Daredevil, Hawkeye, Echo, Daredevil - Rinascita
- Pasquale Anselmo in Due mariti per un matrimonio, Salton Sea - Incubi e menzogne, In Dubious Battle - Il coraggio degli ultimi, Godfather of Harlem, Gli occhi di Tammy Faye
- Antonio Palumbo ne I magnifici 7, CHiPs, El Camino Christmas, The Kid, Lift
- Enzo Avolio in The Dangerous Lives of Altar Boys, The Judge, Jurassic World, Pelé
- Roberto Pedicini in Hotel Paradise, Guy - Gli occhi addosso, Il tredicesimo piano, Fire with Fire
- Massimo Rossi in Il mondo intero, Sinister, Chained
- Donato Sbodio in Law & Order: Criminal Intent[7], Escape Plan - Fuga dall'inferno, Ombre dal passato
- Vittorio De Angelis in Good Luck - Buona fortuna, Il colpo della metropolitana, Amore a doppio senso
- Paolo Maria Scalondro in Tango nudo, The Ring 3
- Massimo Lodolo ne I protagonisti, Impostor
- Paolo Marchese in Brooklyn's Finest, Run All Night - Una notte per sopravvivere
- Fabrizio Pucci in Scelta d'amore - La storia di Hilary e Victor, Ratched
- Francesco Pannofino in Homicide, Thumbsucker - Il succhiapollice
- Giuliano Santi in Miami Vice
- Loris Loddi in Full Metal Jacket
- Paolo Buglioni in Tutto quella notte
- Massimo De Ambrosis in Mystic Pizza
- Simone Mori in JFK - Un caso ancora aperto
- Oreste Baldini ne Il sale sulla pelle
- Massimo Rinaldi in Mister Wonderful
- Fabrizio Temperini in Le cinque vite di Hector
- Luca Biagini in Ed Wood
- Angelo Maggi in Strange Days
- Stefano Benassi ne Il vincitore
- Manlio De Angelis in Men in Black
- Andrea De Nisco in Newton Boys
- Vittorio Guerrieri in Spanish Judges
- Tonino Accolla in The Cell - La cellula
- Massimo Corvo in Ti odio, ti lascio, ti...
- Stefano De Sando in Bulletproof Man
- Stefano Santerini in Pawn Shop Chronicles
- Pierluigi Astore ne Ghost Wars
- Roberto Draghetti ne Il giustiziere della notte - Death Wish
- Mauro Gravina in The Unforgivable

Da doppiatore è sostituito da:
- Luca Ward ne Il vostro amichevole Spider-Man di quartiere
- Francesco Prando in BoJack Horseman